# يوليا فيشر
يوليا فيشر (بالألمانية: Julia Fischer)‏ (ولدت في 15 يونيو 1983) هي عازفة كمان وبيانو ألمانية.

## نشأتها
ولدت جوليا فيشر في ميونيخ بألمانيا، وسط أسرة ألمانية سلوفاكية، حيث كانت والدتها، فييرا كرينكوفا، من الأقلية الألمانية في سلوفاكيا وهاجرت من كوشيتسه السلوفاكية إلى جمهورية ألمانيا الاتحادية سنة 1972، ووالدها، فرانك-مايكل فيشر، هو عالم رياضيات ولد في ألمانيا الشرقية، وانتقل في العام نفسه من شرق ولاية سكسونيا إلى ألمانيا الغربية.
بدأت يوليا فيشر دراستها قبل عيد ميلادها الرابع، وتلقت أول درس في الكمان مع هيلج تيلين. وبعد بضعة أشهر بدأت دراسة البيانو مع والدتها. وتقول فيشر حول ذلك: «والدتي عازفة بيانو وكنت أرغب في العزف على البيانو أيضا، ولكن كون أخي الأكبر يعزف أيضا على البيانو، فكرت أنه سيكون من الجميل وجود آلة عزف أخرى في الأسرة. فوافقت على تجربة الكمان وبقيتُ على ذلك». بدأت تتعلم الكمان بشكل رسمي في المعهد الموسيقي ليوبولد موزارت باوغسبورغ تحت وصاية ليديا دوبروفسكايا. وفي سن التاسعة، تم قبولها في أكاديمية ميونيخ للموسيقى، حيث لا تزال تعمل هناك جنبا إلى آنا شوماشينكو.
في سن المراهقة، كان يلهمها من بين الفنانين غلين غولد وايفغيني كيسين ، ومكسيم فينجيروف.
عملت مع العديد من مديري الأركيسترا البارزين دوليا، مثل لورين مازيل ، كريستوف إيشينباك ، ياكوف كريزبرغ ، يوري تيميركانوف، السير نيفيل مارينر ، ديفيد زبنمان، ماريك جانوسكي وغيرهم.

## وصلات خارجية
- يوليا فيشر على موقع IMDb (الإنجليزية)
- يوليا فيشر على موقع مونزينجر (الألمانية)
- يوليا فيشر على موقع ميوزك برينز (الإنجليزية)
- يوليا فيشر على موقع أول ميوزيك (الإنجليزية)
- يوليا فيشر على موقع ديسكوغز (الإنجليزية)

- موقع جوليا فيشر